# Spring Break
Spring Break sau Springbreak  (în engleză Vacanța de primăvară) este în mare parte o pauză de o săptămână, uneori de două săptămâni de la studii (vacanța între semestre) la colegii și universitățile din SUA și Canada. Pentru universitățile cu sistem trimestrial, pauza de studii vine la sfârșitul trimestrului de iarnă și înainte de începutul trimestrului de primăvară; pentru cei care folosesc sistemul semestrial, este adesea la mijlocul semestrului de iarnă sau de primăvară, care de care poate avea loc din ianuarie până în mai. În general, vacanța de primăvară se încadrează între sfârșitul lunii februarie și mijlocul lunii aprilie. La începutul lunii septembrie, agențiile de voiaj specializate în Springbreak, fac publicitate în universități, despre călătoriile  pentru vacanța semestrială următoare.
 